# 武元直
武元直（？—？），字善夫，號廣莫道人，金代山水畫家，主要活動於金世宗大定（1161-1189年）年間，金章宗明昌（1190-1196年）時中進士。

## 作品
畫史記載曾畫過《雪霽早行圖》、《巢雲霽雪圖》、《風雨歸舟圖》、《漁樵閒話圖》、《桃園圖》、《桃溪圖》與《秋江罷釣圖》等，可惜皆已不存，僅有《赤壁圖》傳世，現藏國立故宮博物院。